# Casa Primeiro
O Casa Primeiro ("Housing First") é uma inovação relativamente recente em políticas públicas e serviços sociais para pessoas em situação de rua e é uma alternativa a sistemas de albergues de emergência, que seguem um modelo progressivo para acesso a moradias. Em vez de promover indivíduos em situação de rua por diferentes "níveis" de moradia, em que cada nível os aproxima de uma "moradia independente" (por exemplo: das ruas para um albergue público, e de um albergue público para um programa habitacional de transição, e a partir daí para uma "casa própria"), o Casa Primeiro fornece ao indivíduo ou à família em situação de rua imediatamente uma moradia.
As abordagens de Casa Primeiro baseiam-se no conceito de que a primeira e principal necessidade de um indivíduo em situação de rua é obter moradia estável e que outros problemas que podem afetar a família podem e devem ser abordados após a obtenção da moradia. Por outro lado, muitos outros programas operam a partir de um modelo de "estar pronto para morar" - isto é, que um indivíduo ou família deve tratar outras questões que podem ter levado ao episódio de falta de moradia antes de entrar numa habitação própria.